# Friedrich Böhner

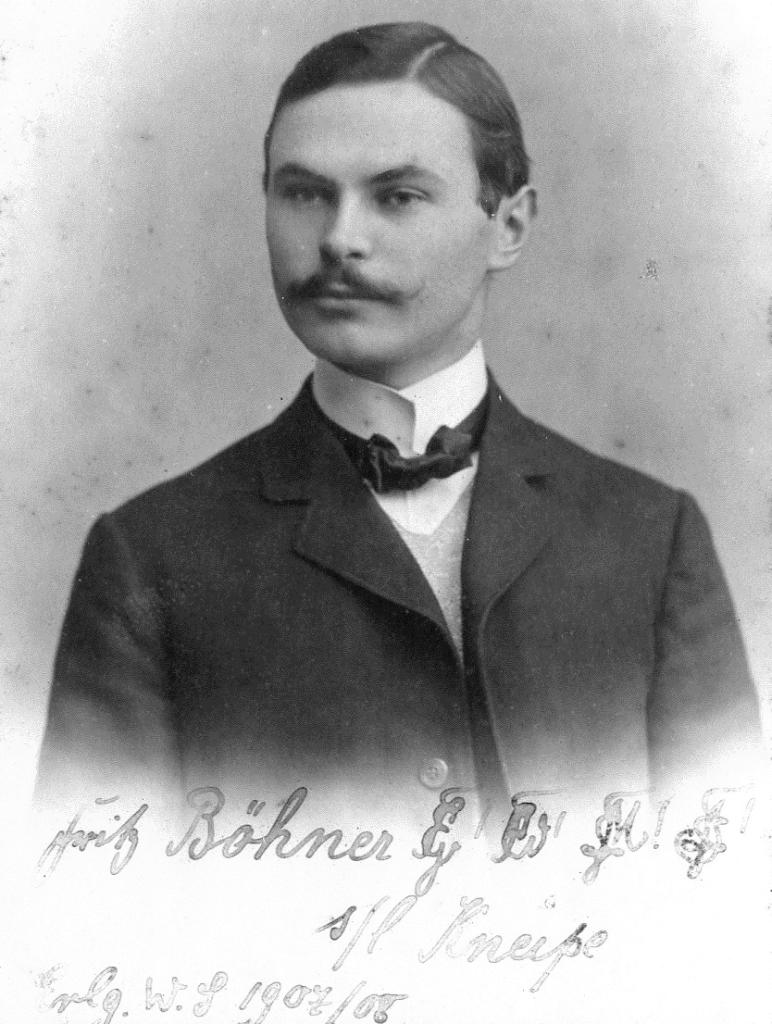
Friedrich Böhner im Wintersemester 1907/08

Friedrich Böhner (* 30. April 1885 in Bayreuth; † 5. Juni 1965) war ein deutscher Jurist. Er war Oberbürgermeister von Ansbach und Träger des Bundesverdienstkreuzes am Bande.

## Leben
Friedrich Böhners Vater war Lehrer. Böhner legte 1904 das Abitur am Gymnasium Bayreuth ab. Er begann sein Jurastudium in Leipzig, wo er 1904 der Sängerverbindung Wettina im SV beitrat. Er setzte seine Studien in Erlangen fort und wurde im Wintersemester 1904/05 Mitglied der AMV Fridericiana Erlangen. Nach Studienaufenthalten in Bonn und Berlin kehrte er nach Erlangen zurück.
Ab 1908 war Böhner zunächst Rechtspraktikant in Bayreuth, dann dort Referendar.
Im Ersten Weltkrieg war er Leutnant der Reserve bei der Infanterie.
1919 wurde Böhner Rechtsrat und Zweiter Bürgermeister in Ansbach. Der Lauf seiner weiteren Lebensjahrzehnte ist unklar, jedoch war er 1950 bis 1952 Oberbürgermeister in Ansbach.

## Ehrungen
- Eisernes Kreuz zweiter und erster Klasse
- Bayerischer Militärverdienstorden
- Bundesverdienstkreuz am Bande